# Kim Raver
Kimberly « Kim » Jayne Raver, née le 15 mars 1969 à New York, est une actrice et productrice américaine.
Elle est principalement connue, à la télévision, grâce à trois grands rôles : Kim Zambrano dans la série télévisée dramatique New York 911 (1999-2005), Audrey Raines dans la série d'action 24 heures chrono (2004-2014) et la Dre Teddy Altman dans le drama médical à succès Grey's Anatomy (2009-...).

## Biographie

### Enfance et formation
Kim Raver est élevée par sa mère, Tina Raver et son beau père, Chris Meltesen, elle a une sœur, Cybele Raver, ainsi que trois demi-sœurs, Nadja Raver, Grace Raver, Aimée Raver et deux demi-frères, Jacob Raver et William Raver. Elle fréquente la Northfield Mount Hermon School, un pensionnat dans le Massachusetts. Elle s'inscrit ensuite à l'Université de Boston et obtient un diplôme des arts en théâtre.
Elle poursuit ensuite sur cette lancée à son retour à New York, avec son professeur et mentor, Wynn Handman.
Elle parle couramment français et allemand, une langue qu'elle a apprise enfant, de sa mère qui est née en Allemagne.

### Les débuts
Kim Raver commence sa carrière dans la série pour enfants 1, rue Sésame à seulement six ans. Après Sesame Street, l'actrice joue dans la première pièce de théâtre jouée entièrement par des enfants.
Elle gagnera ses galons d'actrice sur les planches de Broadway, notamment en jouant dans la pièce Holiday aux côtés de Laura Linney et Tony Goldwyn, puis elle donne la réplique à David Schwimmer et John Spencer (qu'elle retrouvera dans la série Trinity) dans The Glimmer Brothers de Warren Leight.
En 1991, Kim Raver sort diplômée de l'université de Boston, et continue d'étudier le théâtre tout en tournant dans des spots publicitaires afin de payer son loyer.
En 1992, elle auditionne pour un rôle dans Le Dernier des Mohicans, mais sa candidature n'est pas retenue.
En 1995, elle tient le rôle de Deanne Landers dans les trois premiers épisodes de Central Park West : ce personnage lance sa carrière. Depuis, elle enchaîne les rôles dans des séries phares telles que New York, police judiciaire (elle incarne une jeune mère abattue par la mort de son enfant), Spin City et The Practice.
En 1998, Kim Raver fait partie du générique d'une nouvelle série produite par John Wells (créateur de la série Urgences) : la série s'appelle Trinity. Malheureusement, les aventures de la famille McCallister dans le quartier new-yorkais d'Hell's Kitchen ne rencontrent pas le succès escompté et NBC, la chaîne diffusant la série, la retire trois semaines seulement après le premier épisode.

### Révélation télévisuelle

Logo de la série télévisée 24 heures chrono.

Mais l'année suivante, John Wells lui confie le rôle déterminant, qui va définitivement lancer sa carrière : celui de la secouriste Kim Zambrano, mère divorcée d'un pompier travaillant dans la même caserne dans la série New York 911 (Third Watch), qui suit le quotidien de policiers, secouristes et pompiers. La série séduit immédiatement le public et la critique, qui lui décerne de nombreux prix. Si la comédienne ne remporte pas de récompenses, elle gagne l'adhésion du public, qui la propulse sur le devant de la scène médiatique. Elle l'incarnera jusqu'en 2005 dans le premier épisode de la sixième et dernière saison et refera une apparition dans le dernier épisode de la série.
Après l'aventure New York 911, elle incarne le premier rôle féminin dans le thriller Keep Your Distance avec Gil Bellows. Les critiques sont mitigées, et le succès n'est pas au rendez-vous pour le premier rôle majeur de l'actrice au cinéma. Elle tourne également le téléfilm Sous l'emprise du mal, au Canada.

L'actrice  se voit proposer un rôle dans la série 24 Heures chrono, pour incarner Audrey Raines jusqu'en 2007, la petite amie du protagoniste principal, incarné par Kiefer Sutherland. L'actrice retrouve ici un succès populaire ainsi que le support de la critique. L'ensemble de la distribution est nommé pour le Screen Actors Guild Award de la meilleure distribution pour une série télévisée dramatique. La série est aussi élue Meilleure série télévisée dramatique par les prestigieux Golden Globes Awards. 

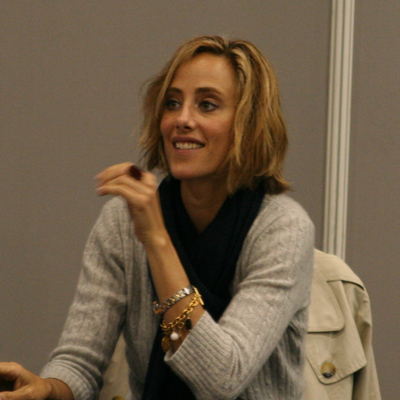
L'actrice lors d'une exposition, à Londres, en 2006.

Très rare sur grand écran, elle joue, entre-temps, dans le blockbuster fantastique La Nuit au musée, qui rencontre un succès colossal au box office.
Sur les conseils de son partenaire Kiefer Sutherland, elle accepte la proposition de tenir l'un des rôles principaux de la série The Nine, dotée d'une distribution alléchante et bénéficiant de retours critiques positifs. Le show peine pourtant à séduire le public et la série est logiquement supprimée au bout d'une saison. L'actrice retourne donc sur les plateaux de 24 avant de quitter, à nouveau, le show, pour devenir l'une des actrices principales de la série Lipstick Jungle : Les Reines de Manhattan, en 2008. La série ne dure que deux saisons, avant son annulation, en raisons d'audiences nettement en deçà des attentes de la production.

### Confirmation télévisuelle et production

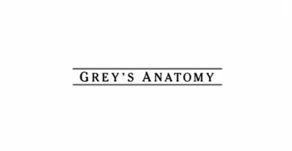
Logo de la série télévisée Grey's Anatomy.

En 2009, elle rejoint la distribution de la 6e saison de la série Grey's Anatomy d'abord en tant qu'invitée. En janvier 2010, la production annonce qu'elle rejoint la distribution régulière de la série. Elle y incarne une chirurgienne cardiaque (Teddy Altman), de retour d'Irak, qui pourrait mettre en péril la relation entre Owen Hunt et Cristina Yang.
Après trois ans en tant que cardiologue réputée, l'actrice surprend en choisissant de ne pas poursuivre l'aventure. Elle quitte les lieux en même temps que Chyler Leigh et Eric Dane. Une décision commune avec la créatrice Shonda Rhimes, souhaitant se concentrer sur les personnages historiques, présents depuis le départ et apporter de la nouveauté en intégrant de nouveaux acteurs.
En 2012, elle intègre alors l'univers de J. J. Abrams pour sa série post-apocalyptique Revolution à partir de l'épisode 5, jouant l'épouse du capitaine Tom Neville (Giancarlo Esposito), un personnage récurrent. En septembre 2013, on devait la retrouver dans une nouvelle série dérivée de NCIS : Los Angeles, dans le rôle de l'agent spécial Paris Summerskill. NCIS : Red est finalement annulée en mai 2013, à la suite des mauvaises audiences du backdoor pilot de NCIS : Los Angeles (saison 4 épisode 18).
En 2014, elle accepte alors de ré-endosser le rôle d'Audrey Raines, dans la neuvième saison de 24 Heures chrono, baptisée 24: Live Another Day scellant des retrouvailles attendues par les fans, entre son personnage et Jack Bauer.
En 2015, elle joue les guest-star pour les deux premiers épisodes, de la onzième saison de la série Bones.
En 2017, elle intervient dans trois épisodes d'APB : Alerte d'urgence, et, dans quelques épisodes de la série policière Ray Donovan, donnant la réplique à Liev Schreiber.
Puis, elle fait un retour médiatisé dans Grey's Anatomy. En effet, six ans après avoir quitté le Grey Sloan Memorial Hospital, l'actrice accepte la proposition de Rhimes et réintègre la distribution récurrente, à partir de la quatorzième saison et même la distribution principale à partir de la quinzième saison.
Parallèlement, en 2018, elle intègre la distribution de la série télévisée dramatique Designated Survivor, à partir de l'épisode 11 de la saison 2, scellant ses retrouvailles avec l'acteur Kiefer Sutherland. Enfin, elle passe derrière la caméra, comme productrice, en collaboration avec le réseau Lifetime. L'actrice profite de l'occasion pour co-réaliser également cette série de téléfilms, adaptée des romans de l'auteur Jane Green, aux côtés de son mari, Manuel Boyer. Alyssa Milano est la vedette du premier volet.

### Vie privée
Elle est mariée au réalisateur français Manuel Boyer (né en 1966), avec lequel elle a eu deux fils : Luke, né en 2002, et Leo, né le 9 octobre 2007.
L'actrice parle couramment le français, on peut l'entendre parler cette langue dans diverses interviews sur Youtube.

## Théâtre
- 1995 - 1996 : Holiday : Julia Seton[14]

## Filmographie

### Cinéma
- 2002 : Martin & Orloff de Lawrence Blune : Kashia
- 2004 : Mind the Gap d'Eric Schaeffer : Vicky Walters
- 2005 : Keep Your Distance de Stu Pollard : Susan Dailey
- 2006 : La Nuit au musée (Night at the Museum) de Shawn Levy : Erica Daley
- 2007 : Prisoner de David Alford et Robert Archer Lynn : Renee
- 2023 : La Tresse de Lætitia Colombani : Sarah

### Télévision

#### Téléfilms
- 1994 : Menendez : A Killing in Beverly Hills de Larry Elikann : Linda
- 2005 : Sous l'emprise du mal (Haunting Sarah) de Ralph Hemecker : Erica Rose / Heather Rose
- 2009 : Inside the Box de Mark Tinker : Samantha Hathaway
- 2010 : Le pacte des non-dits de Peter Werner : Katy McIntosh
- 2016 : Zoobiquity de Kevin Bray : Dr. Julia Fisher
- 2018 : Marvel Rising: Secret Warriors de Sana Amanat : Carol Danvers / Captain Marvel (Voix)[15][16]

#### Séries télévisées
- 1975 - 1978 : 1, rue Sésame : Kim (non créditée)
- 1995 : Central Park West : Deanne Landers (saison 1, épisodes 1, 2 et 3)
- 1996 : New York, police judiciaire (Law & Order) : Wendy Karmel (saison 6, épisode 22)
- 1997 : The Practice : Victoria Keenan (saison 2, épisode 1)
- 1997 : Spin City : Jeannie (saison 2, épisode 8)
- 1998 : Trinity : Clarissa McCallister (saison 1, épisodes 1, 2, 3 et 4)
- 1999 - 2005 : New York 911 (Third Watch) : Kimberly « Kim » Zambrano-Doherty (111 épisodes)[17]
- 2002 : Urgences : Kimberly « Kim » Zambrano (saison 8, épisode 19)[18]
- 2004 : The Apprentice : elle-même (saison 1, épisode 6)
- 2004 - 2007 : 24 Heures chrono : Audrey Raines (53 épisodes)
- 2006 - 2007 : The Nine : Kathryn Hale (rôle principal - 13 épisodes)
- 2008 - 2009 : Lipstick Jungle : Les Reines de Manhattan : Nico Reilly (rôle principal - 20 épisodes)
- 2009 - 2012 : Grey's Anatomy : Dr Teddy Altman  (saisons 6 à 8 - 61 épisodes)
- 2012 : The Secret Lives of Wives : Michelle (pilote non retenu par Lifetime)
- 2012 - 2014 : Revolution : Julia Neville (rôle récurrent - 9 épisodes)
- 2013 : NCIS : Los Angeles : Agent spécial Paris Summerskill (saison 4, épisodes 18 et 19)
- 2014 : 24: Live Another Day : Audrey Raines (rôle principal - 12 épisodes)
- 2015 : Bones : Agent spécial Miller, chargée des affaires internes (saison 11, épisodes 1 et 2)
- 2015 : The Advocate de Michael M. Robin : Frankie Reese (pilote non retenu par ABC)
- 2017 : APB : Alerte d'urgence : Lauren Fitch (saison 1, épisodes 7, 8 et 9)
- depuis 2017 : Grey's Anatomy : Dr Teddy Altman (depuis la saison 14)
- 2017 : Ray Donovan : Dr Bergstein (saison 5, épisodes 8, 10, 11 et 12)
- 2018 : Designated Survivor : Andrea Frost (rôle récurrent - saison 2, 6 épisodes)
- 2020 : Grey's Anatomy : Station 19 : Dr Teddy Altman (saison 3, épisode 11 et 16)

### En tant que productrice
- 2019 : Mariage, Désirs ... et Imprévus ! (Tempting Fate)  de Manu Boyer et elle-même (téléfilm)
- 2019 : Family Pictures de Manu Boyer (téléfilm)
- 2019 : To Have and to Hold de Monika Mitchell (téléfilm)
- 2022 : Suitcase Killer : The Melanie McGuire Story de Nicole L. Thompson

## Distinctions
Sauf indication contraire ou complémentaire, les informations mentionnées dans cette section proviennent de la base de données IMDb.

### Nominations
- Screen Actors Guild Awards 2007 : meilleure distribution pour une série télévisée dramatique dans 24 heures chrono

## Voix francophones
En France, Juliette Degenne est la voix régulière de Kim Raver.
En France
| - Juliette Degenne dans : - Central Park West (série télévisée) - 24 Heures chrono (série télévisée) - Haunting Sarah (téléfilm) - Lipstick Jungle : Les Reines de Manhattan (série télévisée) - Grey's Anatomy (série télévisée) - Revolution (série télévisée) - NCIS : Los Angeles (série télévisée) - Bones (série télévisée) - APB : Alerte d'urgence (série télévisée) - Designated Survivor (série télévisée) - Grey's Anatomy : Station 19 (série télévisée) - La Tresse | - Brigitte Berges dans (les séries télévisées) : - New York 911 - Urgences - The Nine : 52 heures en enfer Et aussi - Carole Franck dans La Nuit au musée |